# Tarucus ubaldus
Tarucus ubaldus är en fjärilsart som beskrevs av Jean Baptiste Godart 1823. Tarucus ubaldus ingår i släktet Tarucus och familjen juvelvingar. Inga underarter finns listade i Catalogue of Life.